# William Derham
Pour les articles homonymes, voir Derham et William de Rham.
William Derham est un homme d’église et un philosophe naturaliste britannique, né le 26 novembre 1657 à Stoulton, Worcestershire, et mort le 5 avril 1735. Son nom reste associé avec la première mesure de la vitesse du son.

## Biographie
Derham, fils de Thomas Derham, fait ses études à Blockley (Gloucestershire) et au Trinity College (Oxford) de 1675 à 1679. Il est ordonné prêtre le 29 mai 1681. L’année suivante, il devient vicaire de Wargrave et est, de 1689 à 1735, recteur à Upminster.
En 1696, il fait paraître Artificial Clockmaker qui connaîtra plusieurs éditions. Ses œuvres les plus connues sont Physico-Theology (1713), Astro-Theology (1714) et Christo-Theology (1730). Les deux premiers ouvrages offrent des arguments téléologiques sur l’être et les attributs de Dieu, ils seront réutilisés un siècle plus tard par William Paley (1743-1825). Il inspire également l’œuvre d’Oliver Goldsmith (1728-1774).
Le 3 février 1730, Derham est élu membre de la Royal Society et en 1716, il est fait chanoine de Windsor. Il donne les conférences Boyle en 1711-1712. Son dernier ouvrage, A Defence of the Church’s Right in Leasehold Estates, paraît en 1731.
Derham s’intéresse également à l’histoire naturelle et contribue à divers sujets dans les Transactions of the Royal Society, révise les Miscellanea Curiosa, édite la correspondance de John Ray (1627-1705), fait paraître la Natural History d’Eleazar Albin et publie certains manuscripts de Robert Hooke (1635-1703).

## Note
1. ↑  Marja Smolenaars, ‘Derham, William (1657–1735)’, Oxford Dictionary of National Biography, Oxford University Press, 2004 (consulté le 26 mai 2007).
2. ↑  Winifred Lynskey (1942), Pluche and Derham, New Sources of Goldsmith, PMLA, 57 (2) : 435-445  (ISSN 0030-8129)